# Toru Araiba
Toru Araiba (født 12. juli 1979) er en tidligere japansk fodboldspiller.
Han har spillet for flere forskellige klubber i sin karriere, herunder Gamba Osaka, Kashima Antlers og Cerezo Osaka.